# Шаповалівка (Ніжинський район)
Шапова́лівка (МФА: [ʃɐpoˈʋɑʎiu̯kɐ] ( прослухати)) — село в Україні, у Борзнянській міській громаді Ніжинського району Чернігівської області. До 2020 центр Шаповалівської сільської ради. Населення — 1494 особи (2012 рік).

## Географія
Село розташоване на сході району, за 7 км від міста Борзна (автошляхами — близько 10 км) та за 4 км від залізничної станції Доч. Висота над рівнем моря — 132 м.
У селі бере початок річка Дрока, права притока Борзни. 

## Історія

### Рання історія села
У цій місцевості люди мешкали здавна. Поблизу села виявлене староукраїнське городище IX—XI століття.
Селище згадується в історичних джерелах з кінця XVI століття. Шаповалівка заснована на території, яка до 1503 року була у складі Великого князівства Литовського, а згодом тимчасово перебувала у складі Московії.
Це було одне з московитських прикордонних укріплених селищ, розташоване між Батурином і Борзною на шляху з Києва до Москви.

### ХVII століття
1618 згідно з Деулінською угодою Шаповалівка, як і велика частина Сіверської землі, увійшла до Речі Посполитої.
У травні 1648 року війська Богдана Хмельницького проголосили Шаповалівку вільним козацьким містечком, яке стало центром однойменної сотні. У 1650 році Шаповалівська сотня входила до складу Ніжинського полку.
Відповідно до рішень Переяславської Ради та Березневих статей 1654 року, Шаповалівська сотня, як і вся територія Козацько-Гетьманської Держави, потрапила під протекторат Московського царства. 3 лютого 1654 року в Борзні 267 шаповалівських козаків і 198 міщан, під примусом Хмельницького З.-Б. присягнули на вірність московському царю.
1663 року гетьман Іван Брюховецький віддав село у володіння вдові й дітям чернігівського полковника Мартина Небаби. У 1666 році у 86 з 91 шаповалівців було 42 коня і 71 віл: один господар мав чотири воли і чотири коні, семеро — по два воли і по коню, шестеро — тільки по два воли, сорок два — по волові й коню, двадцять шість — тільки вола, чотири — по коню, п'ятеро бобилів не мали худоби взагалі.
З кінця XVII століття Шаповалівкою володіли сотники Ніжинського полку, пізніше — московські воєводи, що перебували при гетьмані, а з 1721 року — коменданти глухівського гарнізону.

### ХVIІI століття
1727 року комендант Скорняков зобов'язав селян здати йому 50 осьмин жита, 75 вівса, по 3,3 осьмини пшениці, гороху, пшона, 300 кварт олії, 230 овець, 60 свиней, 300 качок, 600 курей, 5 тисяч яєць , 200 золотих карбованців, а також примушував обробляти його землі, переробляти гречку на крупу, прясти пряжу та возити у Москву, Орел і Тулу продукти для продажу. Шаповалівці поскаржилися на нього гетьману. За це Скорняков до смерті засік різками Н. Губського, М. Омельяненка і Ф. Пчеленка. Селяни поступово розорялися. У 1736 році з 78 дворів посполитих 35 були малоземельними і 38 безземельними. Не в кращому становищі перебували і шаповалівські козаки: у 1765 році в селі налічувалося 260 козацьких дворів, а також 29 дворів підсусідків.
З утворенням 1781 року Чернігівського намісництва село стало центром Шаповалівської волості Борзнянського повіту. У 1786–1799 роках відбулося остаточне закріпачення шаповалівців: 1786 року російська імператриця Катерина II віддала село у власність генерал-лейтенанта Простоквашина і його нащадків. Оскільки мешканці не погоджувалися з цим, 12 червня 1799 Павло I грамотою підтвердив права євдокима Простоквашина на володіння землею і худобою шаповаловців: вони разом з родинами, землею і майном були «даровані» поміщику-генералу «у вічне і спадкове володіння».

### ХIХ століття
У 1817 році Шаповалівка сильно постраждала від пожежі — згоріли 152 хати і загинуло 140 голів худоби.
У 1825–1848 роках вдова Простоквашина привласнила 139 десятин орної землі збіднілих селян і козаків та заорала проїжджу дорогу за селом. Через це обурені шаповалівці в червні 1848 року відмовилися виконувати повинності, припинили роботу на полях поміщиці, вигнали на її пасовища свою худобу, косили там траву для себе. Викликані карателі придушили селянський виступ, а його організаторів Ф. Ворону, Т. Кальнея, Є. Миглича, І. Москальця, П. Степуру, Є. Шеремета та інших селян заарештували, побили батогами і шпіцрутенами у присутності селян навколишніх сіл. Кілька людей були заслані на каторгу до Сибіру.
У 1843 році в Шаповалівці відкрилася перша церковнопарафіяльна школа. В ній навчалося 7-9 дітей. До 1848 року вона розміщувалася в церковній сторожці. У 1848 році школу відвідували вже 52 учні.
У 1858 році в селі налічувалося 807 дворів, мешкало 3750 селян, оброблялося 5882 десятин землі, у тому числі 3847 — поміщицької, з яких 2429 десятини належало поміщиці Гореславській. 104 кріпаки мали в своєму користуванні лише 1/16 — 1/8 десятини польової землі, 30 були городниками, 34 — безземельними. Не мали ні коней, ні волів більше половини селян. Втрачали землю й козаки. У 1852 році на 1186 осіб припадало 2034 десятини землі, у тому числі 1750 — орної. Чимало шаповалівців, аби не померти з голоду, залишали село і переселялися в Оренбурзьку, Саратовську та південні губернії України. За 1848—1858 роки з Шаповалівки виїхали 29 селян. Частина кріпаків працювала на будівництві доріг, на гуральні. У 1860 році селяни Шаповалівки платили у казну подушну подать по 95 копійок, а козаки — по 2 карбованці 41 копійці.
Стан шаповалівських селян суттєво не покращився і після скасування кріпосного права. Поміщиця Гореславська повинна була виділити своїм 339 кріпакам 1527 десятин землі, тобто по 4,5 десятини на ревізьку особу. Щоб не втрачати такої кількості землі, вона, скориставшись правом, яке надавалося землевласникам статтями 116 і 123 «Положення» від 19 лютого 1861 року, пообіцяла подарувати селянам четверту частину покладеної їм землі. Через відсутність можливості викупити свої наділи селяни погодилися. Однак замість належних 331 десятини 2020 сажнів вони отримали лише 241 десятину 850 сажнів, тобто по 0,7 десятини на особу. Через це у березні 1862 року селяни відмовилися працювати на поміщицю, розібрали огорожу її садиби, рубали ліс. В результаті двоє селян були засуджені.
За даними подвірного господарського земського перепису 1867 року у Шаповалівці мешкало 1178 козаків, 18 державних селян, 351 селянин-власник і лише 3 тимчасовозобов'язаних. На кінець XIX сторіччя до 700 осіб займалося кустарними ремеслами: у селі було 70 вітряних млинів, 8 олійниць, 4 кузні, винокурний і цегельний заводи.
Через Шаповалівку проходив старовинний шлях з Києва на Москву, яким прямували великі обози з товарами, поштові та пасажирські карети. Щотижня збиралися базари, п'ять разів на рік — ярмарки. Ремісники збували тут свої вироби, а купці закуповували жито, яру пшеницю, просо, тютюн, прядиво, полотно. У 1880 році в селі було 12 крамниць і магазинів-складів для зберігання товарів, 12 трактирів, заїжджий двір і оптовий горілчаний склад. У 1885 році в Шаповалівці налічувалося 681 двір, де проживало 3656 людей.
У 1887 році в селі відкрита земська школа, в якій у 1889 році навчалося 140 дітей і працювало 3 вчителі. У 1890 році в Шаповалівці відкрилася земська лікарня на 10 ліжок. Тоді ж відкрилася перша бібліотека.

### Перша половина ХХ століття
У 1903 році засноване двокласне училище Міністерства народної освіти, де навчалося 115—120 дітей.
Під час революції 1905—1907 рр. у Шаповалівці відбувся виступ селян, який 11 серпня 1906 року був придушений ротою солдатів, що прибула з Борзни. Учасники заворушень О. О. Савченко-Бєльський, Я. X. Крамар, Т. Д. Шуда, М. Г. Ященко та інші були заарештовані. Частину арештованих відправили в тюрму, інших вислали за межі губернії.
Станом на 1912 рік у Шаповалівці були 20 міцних господарств, які мали по 15 — 20 і більше десятин землі. Троє з них виселилися на відруби. На початок 1914 року в селі налічувалося 728 дворів і 4477 жителів, у тому числі 3534 козаків, 849 селян і 94 міщан.
Село постраждало внаслідок голодомору українського народу, проведеного владою СРСР 1932-33. Свідчення уродженки села Шостак Олександри Андріївни, 1924 р. н., отримані авторами Книги Пам'яті:
|  | У жнива ми ходили в поле збирати колоски. Тяжка то була робота. За нами ганялися на конях охоронці і відбирали торби. Знову мало що у нас на зиму залишилося, бо мама до осені лежала в лікарні. У селі коїлося щось страшне. Сама бачила: з голоду на вулиці умирали люди. Одна недалека сусідка, як потім говорили, з'їла свою дитину — варила холодне. А потім ходила по хатах, несповна розуму, просила милостиню. Скільки вимерло людей? Не менше півсела хоронили без трун. Не знаю, як ми вижили?… |

Успіх терору голодом у Шаповалівці був забезпечений також арештами чоловіків призовного віку напередодні 1932 року. Частина з них доправлена на каторжні роботи на Біломоро-Балтійському каналі в Карелії.
Вночі 18 січня 1942 року німецькі війська біля Шаповалівки розстріляли 126 мешканців Борзни, більшість серед яких євреї (104). Лише дехто, хто зміг переховатися у сусідів, пережив цю страшну різню.
12 червня 2020 року, відповідно до розпорядження Кабінету Міністрів України № 730-р «Про визначення адміністративних центрів та затвердження територій територіальних громад Чернігівської області», село увійшло до складу Борзнянської міської громади.
19 липня 2020 року, в результаті адміністративно-територіальної реформи та ліквідації Борзнянського району, увійшло до складу Ніжинського району Чернігівської області.

## Населення

### Мова
Розподіл населення за рідною мовою за даними перепису 2001 року:
| Мова            | Кількість | Відсоток |
| --------------- | --------- | -------- |
| українська      | 1469      | 98.32%   |
| російська       | 19        | 1.27%    |
| білоруська      | 2         | 0.13%    |
| румунська       | 2         | 0.13%    |
| інші/не вказали | 2         | 0.13%    |
| Усього          | 1494      | 100%     |

## Відомі люди
- В селі народились:
- Горбань Григорій Якович — двічі Герой Соціалістичної Праці.
- Орловський Микола Іванович — вчений сільськогосподарських наук, селекціонер цукрових буряків.
- Борзенець Олександра Юхимівна — заслужений працівник культури УРСР.
- Зосимович Володимир Павлович – доктор біологічних наук, член кореспондент АН УРСР, професор.
- Савченко-Більський Михайло Олександрович — Генеральний секретар (міністр) хліборобства (1917)
- Савченко-Бельський Олександр Олександрович — кавалер двох Георгіївських Хрестів.
- Соловей Степан Іларіонович — визнаний майстер портрету на Борзнянщині.
- Шарамко Михайло Олексійович — Заслужений артист України.
- Шеїн Іван Йосипович — кандидат сільськогосподарських наук, заслужений працівник сільського господарства.